# Dobrá Voda u Českých Budějovic
Dobrá Voda u Českých Budějovic là một làng thuộc huyện České Budějovice, vùng Jihočeský, Cộng hòa Séc.